# Sayaka Hirano
Sayaka Hirano (平野 早 矢 香 Sayaka Hirano?) (24 de marzo de 1985) es una tenista de mesa japonesa.
Compitió en los Juegos Olímpicos de Pekín 2008, alcanzando la tercera ronda de la competición individual. También compitió en el evento por equipos, alcanzando la medalla de bronce, pero perdieron ante Corea del Sur.
En competición por equipos en las semifinales de los Juegos Olímpicos de Londres 2012, ayudó a Japón a superar a Singapur para llegar a su primera fase final, al ganar su partido de dobles con Kasumi Ishikawa sobre Wang y Li Jiawei Yuegu (11-3, 13-11 y 11-4). Aunque fue un resultado histórico, Japón no pudo vencer a China en la final, pero consiguió su primera medalla de plata para su país en tenis de mesa.